# Église San Tommaso de Pavie
L'église San Tommaso est un ancien lieu de culte de la ville de Pavie, situé dans le centre historique et appartenant à l'Université de Pavie.

## Histoire
Le monastère bénédictin féminin de San Tommaso est mentionné pour la première fois dans un diplôme impérial d'Arnulf de 889. Il a été édifié sur les vestiges d'un grand édifice (peut-être thermal) de l'époque romaine, doté d'absides, malheureusement encore peu exploré archéologiquement. L'église a été reconstruite en 1213 et, en 1302, elle est devenue le siège des frères dominicains. Les travaux de construction de la nouvelle et plus grande église commencèrent en 1320, cependant, en raison de nombreuses interruptions, le chantier ne fut achevé qu'en 1478. De nombreux particuliers contribuèrent à l'érection de la nouvelle église par le biais de legs, dont le Maître des recettes du duché de Milan, Ardengo Folperti, qui a financé les travaux de l'abside, comme en témoignent les blasons en pierre insérés à l'extérieur de la structure.
À partir du XIVe siècle, le monastère devint le siège de l'Inquisition à Pavie. La façade rappelle celle de l'église voisine de Santa Maria del Carmine, à tel point que la couronne décorative en terre cuite est très similaire dans les deux édifices, tandis que la grande rosace a été récupérée lors des restaurations de 2003/2004. Le monastère était propriétaire de grands domaines agricoles situés principalement dans le Pavese à Roncaro et Samperone.

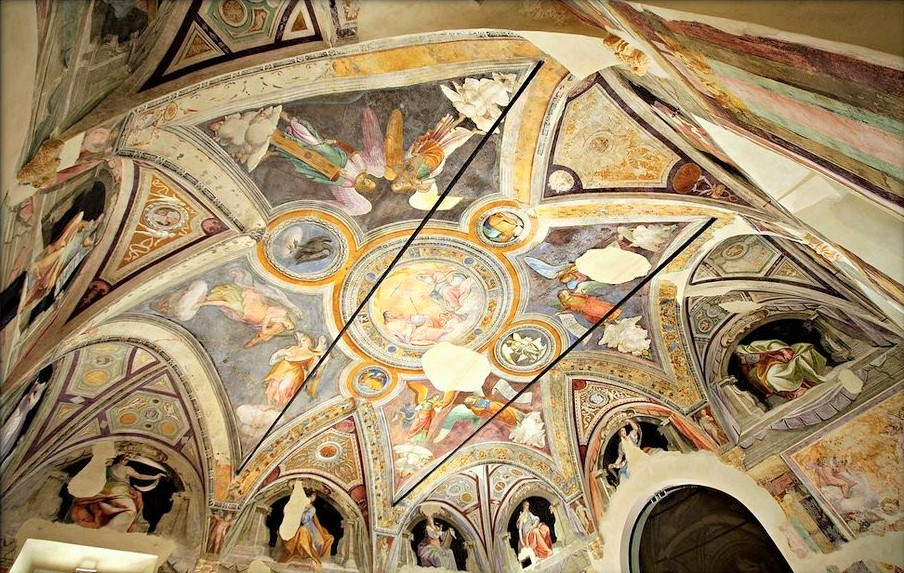
La chapelle Bottigella.

En 1782, le monastère fut supprimé par Joseph II et transformé en Séminaire général pour la Lombardie autrichienne. Giuseppe Piermarini, chargé d'adapter le complexe à sa nouvelle destination, modifia fortement l'église et démolit toute la nef droite, en sauvant cependant le cloître du XVe siècle. Quelques années plus tard, en 1791, le séminaire fut fermé et le complexe devint une caserne, et le resta jusque dans les années 1980, date à laquelle il fut vendu à l'Université de Pavie qui, après la restauration, l'utilisa comme sièges de certaines facultés universitaires et de la bibliothèque des sciences humaines.
Malgré les nombreuses modifications et changements dans la destination des salles du complexe de San Tommaso, la chapelle Bottigella reste presque intacte, construite dans la seconde moitié du XVe siècle par Giovanni Matteo Bottigella à la fois pour conserver les reliques de la bienheureuse Sibillina Biscossi et comme lieu de sépulture des membres de la famille. La chapelle, qui abritait à l'origine la grande Pala Bottigella de Vincenzo Foppa, a d'abord été décorée de fresques par Bernardino Lanzani, tandis qu'entre la fin du XVIe siècle et le début du suivant, elle a été repeinte par le Siennois Alessandro Casolani et le Romain Angelo Righi, qui, en 1605, acheva le cycle de la Sibylle.

## Description

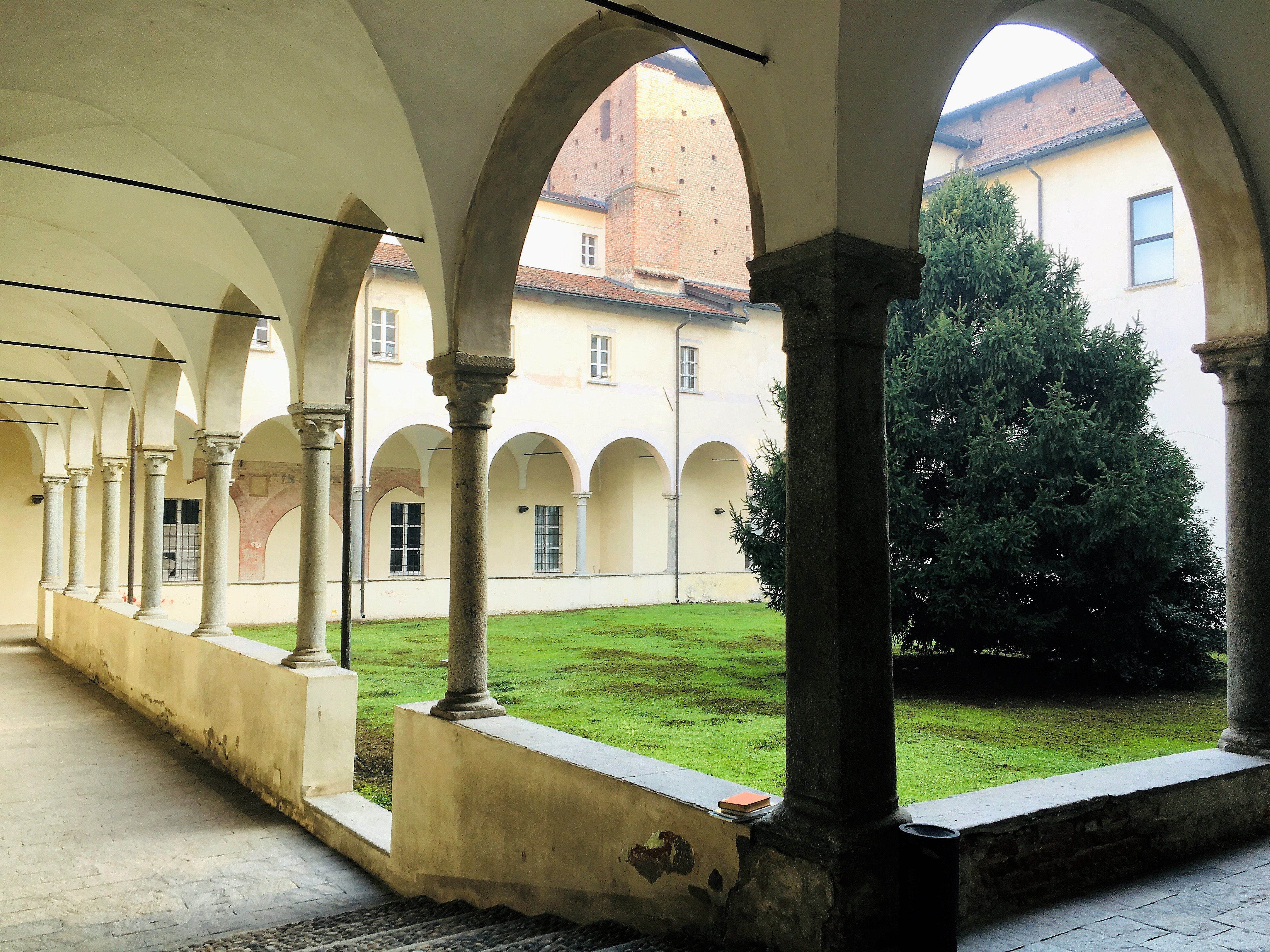
Le cloître.

L'église a un plan en croix grecque et était divisée en trois nefs, dont il ne reste que deux, tandis que celle du sud a été démolie par Giuseppe Piermarini dans les années 1780. Cinq chapelles s'ouvraient sur la nef gauche, dont l'une fut concédée en 1392 par les pères dominicains à l'université de Pavie. Parmi ces chapelles, celle érigée dans la seconde moitié du XVe siècle par Giovanni Matteo Bottigella est presque intacte.
De même que l'église San Francesco Grande, également à San Tommaso, le bâtiment était équipé de voûtes croisées dans le presbytère et dans les nefs latérales, tandis que la centrale, en partie, était équipée d'un plafond à poutres en bois. Les nefs sont divisées par de piliers massifs cylindriques en briques, aux chapiteaux cubiques crantés. D'après le projet de Piermarini, l'église a été divisée en hauteur en deux étages et cette cloison a été maintenue lors des restaurations des années 1990. La façade présente un fronton brisé, avec une partie centrale surélevée et une grande rosace en marbre blanc au centre.

## Le couvent

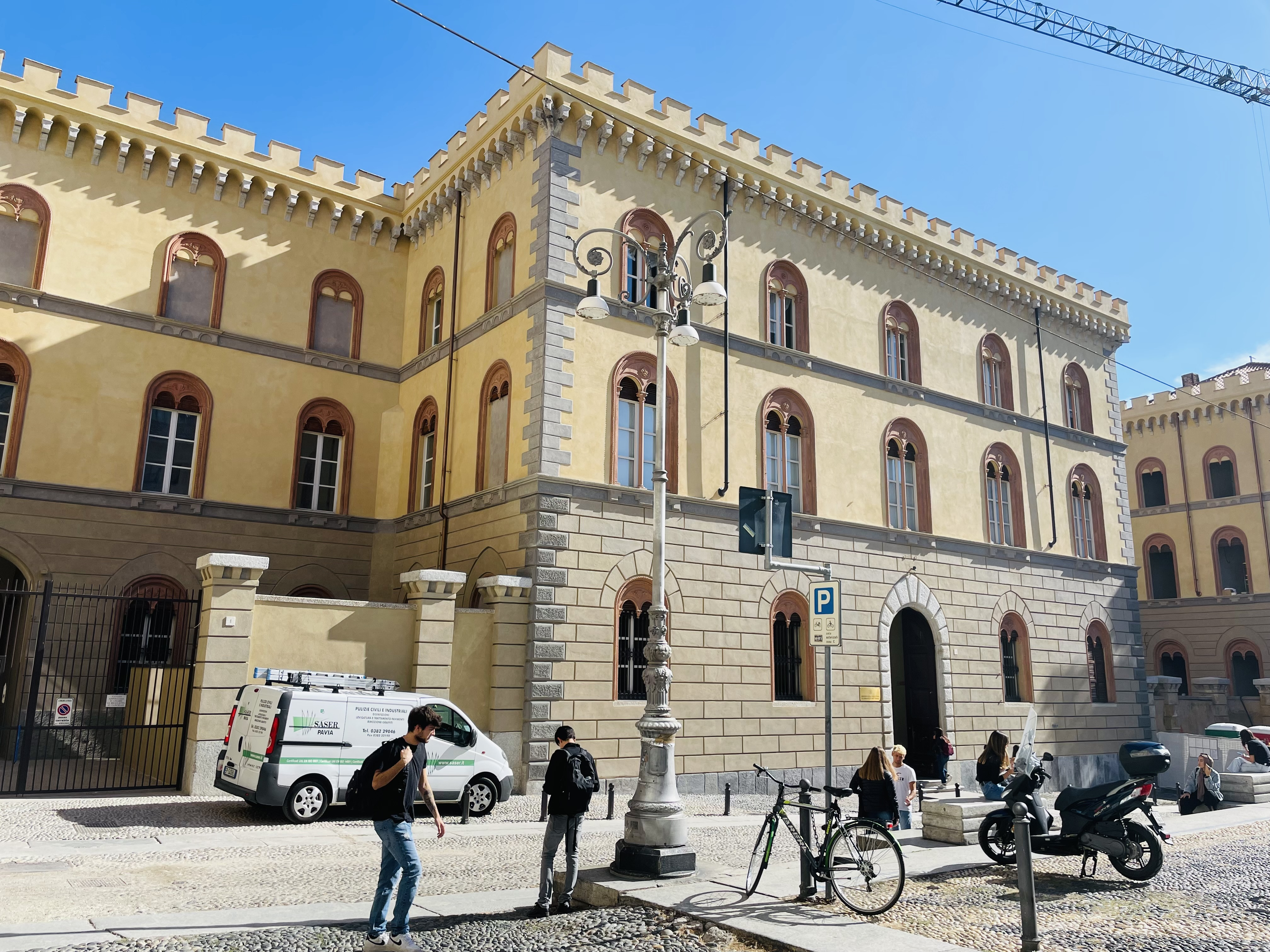
La façade de l'ancien couvent, réaménagée en 1896.

Dans les années 1880, avec la construction de la Galleria Arnaboldi toute proche, la municipalité de Pavie demanda aux autorités militaires de réformer la façade de l'ancien couvent, alors utilisé comme caserne depuis 1791, pour rendre la place sur laquelle les deux édifices semblaient plus uniformes et élégant. La conception de la nouvelle façade fut confiée en 1892 au capitaine Gariboldi, membre de la Direction du génie militaire de Plaisance et les travaux furent en partie financés par la municipalité. De plus, la mairie a veillé à ce que la façade soit construite en retrait de l'élévation précédente et alignée avec le bâtiment d'angle du Corso Mazzini, de sorte que la rue et la place obtiennent à la fois une extension, d'environ 12 mètres, plus harmonieuse.
La façade est composée de trois pavillons distincts, dont les latéraux sont reliés au central par deux portails  en fer forgé, à la base du mur, tandis que les bâtiments préexistants ont été uniformisés à la même hauteur que les nouveaux bâtiments et uniformisé dans la décoration. Le style choisi pour la nouvelle façade (achevée en 1896) est le style néo-médiéval, particulièrement répandu à l'époque dans les bâtiments destinés aux casernes, caractérisé par des murs percés de grandes arcades et des fenêtres à meneaux sur colonnes de style néogothique et par la partie terminale de la façade couronnée de créneaux et bande de corbeaux. La façade de l'ancien couvent face au Corso Mazzini n'a pas été modifiée et a conservé l'aspect reçu dans la première moitié du XVIIIe siècle, caractérisé par des ouvertures avec des éléments décoratifs contenus dans des bandes et des cadres. Le complexe abrite certaines facultés de l'Université de Pavie et la bibliothèque des sciences humaines.